# Kornelia Enderová
Kornelia Enderová (* 25. října 1958, Plavno) je bývalá východoněmecká plavkyně. Byla první plavkyní v historii, která získal na jedněch olympijských hrách čtyři zlaté medaile, navíc všechny ve světovém rekordu.
S tréninkem sportovního plavání začala v útlém věku, už ve 13 letech získala 3 stříbrné medaile na LOH 1972. V letech 1973 až 1976 se stala čtyřikrát po sobě nejlepší sportovkyní NDR. Ve stejném období zlepšila celkem 34krát světový rekord v různých plaveckých disciplínách.
Enderová přiznala, že už od 13 let jí byly podávány dopingové prostředky.
Vdala se za východoněmeckého plavce Rolanda Matthese, s kterým má dceru. Po rozvodu se znovu vdala za bobistu Steffena Grummta, s nímž má rovněž dceru.